# Grypocentrus areolaris
Grypocentrus areolaris là một loài tò vò trong họ Ichneumonidae.